# Honorine Rondello
Honorine Rondello (Kérity, Paimpol, 28 juli 1903 – Saint-Maximin-la-Sainte-Baume, 19 oktober 2017) was een Franse supereeuwelinge.

## Biografie
Rondello werd geboren als Honorine Jeanne Marie Cadoret in 1903. Ze trouwde in 1929 met Etienne François Rondello. Samen kregen ze een dochter, Yvette. Haar man overleed in 1984. Rondello woonde anno 2017 in Saint-Maximin-la-Sainte-Baume. Na de dood van de 113-jarige Élisabeth Collot op 4 september 2016 werd zij de oudste Française.
Honorine Rondello overleed op 114-jarige leeftijd. Zij werd als oudste levende persoon van Frankrijk opgevolgd door de destijds 113-jarige Lucile Randon.